# Húsavík, Färöarna
Húsavík (IPA: [ˈhʉusavʊik], danska: Husevig) är en by på Färöarna, belägen på ön Sandoys östkust. Orten är administrativt centrum i Húsavíks kommun. Vid folkräkningen 2015 hade Húsavík 70 invånare.

## Historia
Húsavík är en gammal ort, troligtvis från landnamstiden, och första gång omnämnd i Hundbrevet från slutet av 1300-talet. Den är sedan gamla tider indelad i två gränder. Hela orten skall ha drabbats av digerdöden 1349 vilken ödelade hela orten. I mitten av orten ligger en ruin som sägs vara rester av en gård uppförd av Hústrúin eller Húsfrúgvin, Guðrun Sjúrðardóttir. Hon påstås ha varit en bestämd och ordningsam dam som levde på 1300-talet. Hon ska ha ägt all mark i Húsavík, och hade även egendom i Norge. Legenden säger också att hon begravde två levande betjänter i området. Kvinnan ska ha varit mycket rik efter att hon hade funnit ett guldhorn i jorden som hon sålde till kungen. Húsfrúgvin seglade 1361 till Norge, som en av få färöingar, i egen båt och rester av ett båthus finns fortfarande kvar. Kvinnan, hennes man och två barn dog 1402 troligtvis av pesten. De var på den tiden ögruppens rikaste familj, och sex av hennes bevarade brev mellan 1403-1407 ger en inblick i hur mycket en rik familj kunde äga.
Húsavíksbreven från 1400-talet ligger idag bevarade på Köpenhamns universitet.
Kyrkan, Húsavíks kyrka, invigdes 1863.

## Befolkningsutveckling
| Befolkningsutvecklingen i Húsavík 1985–2015 | Befolkningsutvecklingen i Húsavík 1985–2015 | Befolkningsutvecklingen i Húsavík 1985–2015 | Befolkningsutvecklingen i Húsavík 1985–2015 | Befolkningsutvecklingen i Húsavík 1985–2015 |
| ------------------------------------------- | ------------------------------------------- | ------------------------------------------- | ------------------------------------------- | ------------------------------------------- |
|                                             |                                             |                                             |                                             |                                             |
| År                                          |                                             |                                             | Folkmängd                                   |                                             |
| 1985                                        | 1985                                        |                                             | 115                                         |                                             |
| 1990                                        | 1990                                        |                                             | 117                                         |                                             |
| 1995                                        | 1995                                        |                                             | 103                                         |                                             |
| 2000                                        | 2000                                        |                                             | 87                                          |                                             |
| 2005                                        | 2005                                        |                                             | 80                                          |                                             |
| 2010                                        | 2010                                        |                                             | 76                                          |                                             |
| 2015                                        | 2015                                        |                                             | 70                                          |                                             |
|                                             |                                             |                                             |                                             |                                             |